# Нідербухзітен
Нідербухзітен (нім. Niederbuchsiten) — громада в Швейцарії в кантоні Золотурн, округ Гой.

## Географія
Громада розташована на відстані близько 50 км на північний схід від Берна, 21 км на північний схід від Золотурна.
Нідербухзітен має площу 5,5 км², з яких на 9 % дозволяється будівництво (житлове та будівництво доріг), 55,6 % використовуються в сільськогосподарських цілях, 35,5 % зайнято лісами, 0 % не є продуктивними (річки, льодовики або гори).

## Демографія
2019 року в громаді мешкало 1246 осіб (+29,9 % порівняно з 2010 роком), іноземців було 14,3 %. Густота населення становила 227 осіб/км².
За віковим діапазоном населення розподілялося таким чином: 20,5 % — особи молодші 20 років, 63,8 % — особи у віці 20—64 років, 15,7 % — особи у віці 65 років та старші. Було 568 помешкань (у середньому 2,2 особи в помешканні).
Із загальної кількості 645 працюючих 79 було зайнятих в первинному секторі, 289 — в обробній промисловості, 277 — в галузі послуг.